# Mjosja
Mjosja (russisk: Мёша, tatarisk: Мишә – Mişä) er en flod i Tatarstan i Rusland og en af bifloderne til Kama fra venstre. Floden er 204 km lang og har et afvandingsområde på 4.180 km2.
Mjosja har udspring i skoven nær landsbyen Jatmas-Dusaj i Kukmorskij rajon og munder ud i Kuybysjev-reservoiret vest for landsbyen Narmonka. Floden får vandtilførsel fra sne og regn, og fra november til april er floden normalvis under is.
De største bifloder er Kazkasj, Vesle Mjosja, Tiamtibasj, Nyrsa, Nurminka og Sula. Den største vandføring er målt til 1.400 m³/s (1979). Floden er reguleret. Siden 1978 har den været værnet som et "naturligt monument i Tatarstan".
56°01′18″N 50°48′24″Ø / 56.0218°N 50.8068°Ø